# Gallaix
Gallaix is een dorp in de Belgische provincie Henegouwen, en een deelgemeente van de Waalse stad Leuze-en-Hainaut.
Gallaix was een zelfstandige gemeente, tot die bij de gemeentelijke herindeling van 1977 toegevoegd werd aan de gemeente Leuze-en-Hainaut.

## Bezienswaardigheden
- De Heilig Kruiskerk (Église Sainte-Croix) is een bakstenen neoclassicistisch kerkgebouw van 1851.

## Natuur en landschap
Gallaix ligt aan de Rieu de la Motte die zuidoostwaarts naar de Westelijke Dender vloeit. De hoogte bedraagt 51-82 meter.

## Demografische ontwikkeling
- Bronnen:NIS, Opm:1831 tot en met 1970=volkstellingen, 1976= inwoneraantal op 31 december

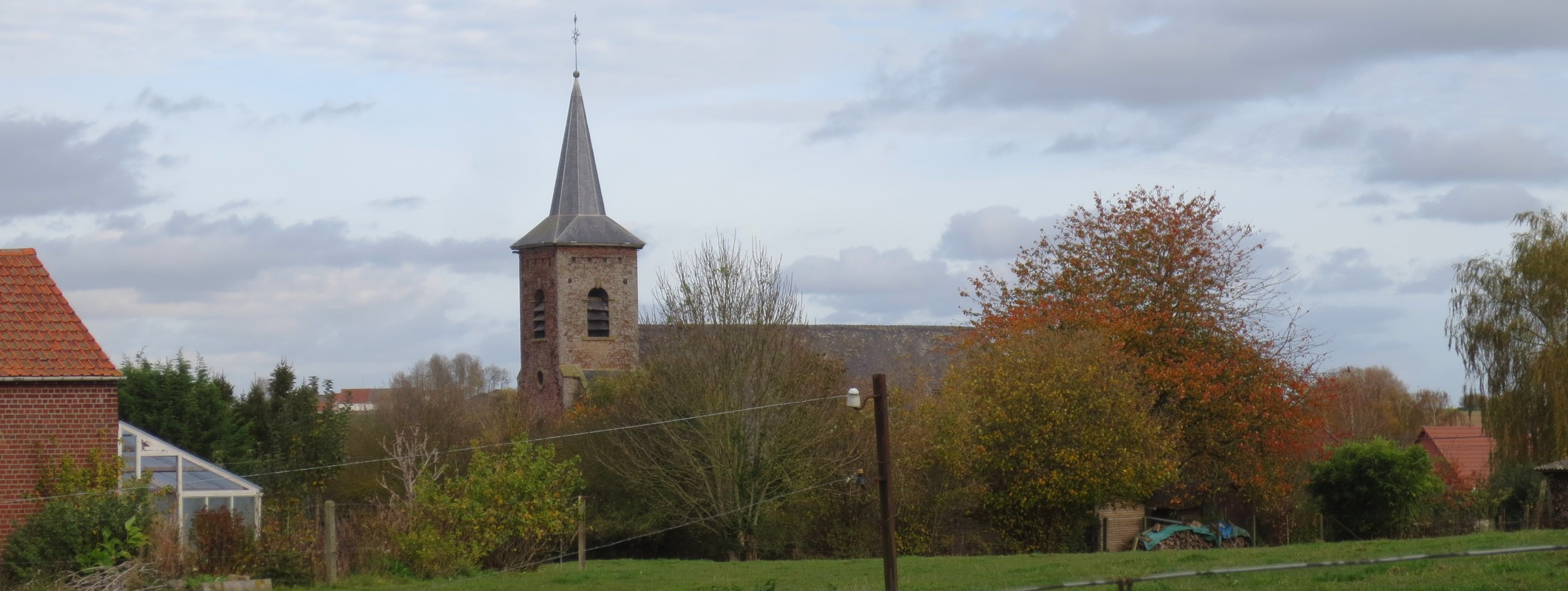
Gallaix

## Nabijgelegen kernen
Pipaix, Leuze-en-Hainaut, Thieulain, Maulde